# Jimmy Henderickx
Julien Sophie Jozef (Jimmy) Henderickx (Wilrijk, 12 maart 1951), beter bekend als Jimmeke 't Slimmeke, is een Belgisch muzikant.

## Levensloop
Henderickx was van 1977 tot 1999 actief bij Katastroof. Vervolgens richtte hij in 2000 met Robby Van 't Groenewold de band Halfzeven Doenker op. Een jaar later richtte hij met Bert Van Bortel en Herwig Peeters de akoestische coverband J&B Connection op. In 2010 vormde hij samen met Marc Aerts, Jean Pierre Slabbaert en Bart Vetters de Beatles-tributeband Sgt. Pepper.
Tussendoor speelde hij in de jaren tachtig nog in verschillende rockcoverbands, zoals Midlife Crisis en Hush.
in januari 2025 kondigt Halfzeven Doenker aan dat ze stoppen met optreden. 

## Discografie
- Katastroof - Stront aan de knikker (1978)
- Katastroof - Foefelen (1979)
- Katastroof - Stront aan de knikker 2 (1980)
- Katastroof - De Zuipschuit (1981)
- Katastroof - Den aard van't beest (1982)
- Katastroof - Noch vis noch vlees (1984)
- Katastroof - Hete winters (1986)
- Katastroof - Den aanhouwer wint (1988)
- Katastroof - Duveltjeskermis (1990)
- Katastroof - Monsterboelekes (1991)
- Katastroof - Ramp-zalig (1994)
- Katastroof - Zwijnen zonder parels (1996)
- Katastroof - Nachtbraken (1997)
- Katastroof - Leven in de brouwerij (1998)
- Halfzeven Doenker - Volle Maan (2003)
- Halfzeven Doenker - Artjes en Peekes (2007)
- Halfzeven Doenker - Goesting (2011)